# Erythrasma
Erythrasma is een oppervlakkige infectie van de huid met de bacterie Corynebacterium minutissimum, meestal op plaatsen waar huidplooien elkaar raken (bijvoorbeeld lies, oksel, onder de borsten). De huid verkleurt vrij sterk rood tot bruinrood. Het beeld kan lijken op een gewone schimmelinfectie of op eczeem, maar bij beschijnen met ultraviolet licht treedt een koraalrode fluorescentie op.
De aandoening is onschuldig en heeft verschillende mogelijke behandelingen. Eerste keus is meestal topische antibiotica zoals een crème of zalf met Fusidinezuurof een Erytromycinelotion. Topische antimycotica kunnen ook aangewend worden. Bij therapieresistente erythrasma kunnen systemische antibiotica aangewend worden.